# Reprezentacja Pakistanu w piłce siatkowej mężczyzn
Reprezentacja Pakistanu w piłce siatkowej mężczyzn to narodowa reprezentacja tego kraju, reprezentująca go na arenie międzynarodowej
Największym sukcesem zespołu jest brązowy medal Igrzysk Azjatyckich wywalczony w 1962 roku.
Trenerem tejże reprezentacji jest Issanaye Ramires Ferraz, natomiast kapitanem tej drużyny jest Mubashir Raza.